# Steppezebra
De steppezebra of gewone zebra (Equus quagga, synoniem: Equus burchelli) is de meest algemene zebrasoort. Vroeger kwam hij voor in bijna alle grasvlakten in zuidelijk en oostelijk Afrika, van Zuid-Ethiopië tot Angola en oostelijk Zuid-Afrika. Twee miljoen jaar geleden kwam hij zelfs verder noordwaarts tot in Algerije voor. Tegenwoordig is zijn leefgebied meer versnipperd en is hij op enkele plaatsen uitgestorven.

## Beschrijving
De steppezebra is een middelgroot, gespierd paard met grote oren. De benen zijn relatief kort en stevig. Het strepenpatroon verschilt per ondersoort, gebied en individu. Bij alle dieren lopen brede, zwarte strepen verticaal over het lichaam. Op de hoeven en de romp lopen horizontale zwarte strepen. Ook het gezicht en de stijve manen zijn gestreept. De noordelijke populaties hebben brede, scherp afgetekende strepen, terwijl de zuidelijke populaties smallere strepen hebben en minder strepen op de achterzijde, de benen en de buik. De punt van de snuit, rond de neus en de mond, zit een zwarte of bruine vlek. Langs de ruggengraat, van de manen tot de staartwortel, loopt een brede zwarte streep.
Volwassen dieren hebben een kop-romplengte van 217 tot 246 centimeter lang en een schofthoogte van 127 tot 140 centimeter. De staart is 47 tot 57 centimeter lang. Hengsten zijn groter dan merries. Merries worden 175 tot 250 kilogram zwaar, hengsten 220 tot 322 kilogram zwaar.

## Leefwijze
De steppezebra is de gehele dag door actief. Het zijn echte grazers, die zich aan alle grassoorten en -hoogten kunnen aanpassen. Ook eten ze twijgen, scheuten en bladeren van bomen en struiken. Ze zijn zelden ver van water te vinden, maar mijden modderige grond.
De steppezebra leeft in een harem van één hengst en één tot zes merries en hun veulens. De hengst jaagt andere hengsten weg van zijn harem. Merries zijn zeer intolerant tegenover onbekende merries. Haremloze mannetjes leven in vrijgezellengroepjes.
Als een lid van de harem afdwaalt, probeert de hengst het dier terug te vinden, onder andere door middel van roepen. Ieder dier heeft zijn eigen roep, waaraan anderen hem kunnen herkennen. Waarschijnlijk herkennen ze elkaar ook aan het streeppatroon, dat voor ieder dier verschillend is. De meest voorkomende vorm van contact is door te knabbelen aan de benen, schouders en nek. Dit gedrag komt vooral voor tussen merries en hun veulens, en jonge dieren van dezelfde leeftijd.

## Voortplanting
Alleen de dominante hengst paart met de merries. Na een draagtijd van twaalf maanden wordt één veulen geboren, een enkele keer twee. Deze veulens hebben een meer bruin strepenpatroon en een ruigere vacht dan volwassen dieren. Binnen een maand gaan de veulens grazen, maar ze worden pas na ongeveer een jaar gespeend. Na anderhalf tot drie jaar zijn de dieren geslachtsrijp. Een hengst verovert meestal niet voor zijn vijfde een harem.
De steppezebra kan veertig jaar oud worden.

## Leefgebied en trek
De steppezebra leeft op de open graslanden, savannes, steppen en bossavannes van zuidelijk en oostelijk Afrika, zowel op vlakten als in heuvelachtige streken en in bergen. In het droge seizoen voegen meerdere kudden zich bij elkaar tot grotere kudden van soms meer dan duizend dieren en trekken ze naar vochtigere gebieden. Vaak sluiten ze aan bij kudden andere hoefdieren, als blauwe gnoe en thomsongazelle.

## Ondersoorten
C.P. Groves en C.H. Bell hebben onderzoek gedaan naar de taxonomie van het zebrageslacht Equus, ondergeslacht Hippotigris. In 2004 publiceerden ze hun bevindingen in Mammalian Biology. Ze deelden de ondersoorten van de steppezebra opnieuw in. Zes ondersoorten zijn te herkennen. Mogelijk behoort de naamloze Somalische subpopulatie tot een zevende ondersoort, Equus quagga isabella (Ziccardi, 1958), maar op dit moment is hiervoor nog geen bewijs.
- Quagga, Equus quagga quagga (Boddaert, 1785) †
- Burchellzebra of dauw, Equus quagga burchellii (Gray, 1824)
- Grantzebra, Equus quagga boehmi (Matschie, 1892)
- Selouszebra, Equus quagga selousi (Lönnberg, 1921)
- Chapmanzebra, Equus quagga chapmani (Layard, 1865)
- Crawshays zebra, Equus quagga crawshayi (De Winton, 1896)

Vroeger werd de ondersoort quagga vaak als een aparte soort gezien (de rest werd dan Equus burchelli genoemd). DNA-onderzoek heeft echter aangetoond dat de grootste scheiding niet valt tussen de quagga en de rest, maar tussen zebra's ten noorden en ten zuiden van de Zambezi.